# Walker (efternamn)
Walker är ett efternamn av engelskt och skotskt ursprung. Namnet kan syfta antingen på en person som utförde valkning eller en officer vars uppgift bestod i att gå eller inspektera vissa skogar. 128 048 personer heter Walker i Storbritannien, vilket gör det till landets tolfte vanligaste efternamn. Enligt 2000 års folkräkning fanns det i USA 501 307 personer med efternamnet, vilket gjorde det till landets 28:e vanligaste.

## Personer med efternamnet Walker

### A
- Alan Walker, flera personer
  - Alan Walker (antropolog) (1938–2017), brittisk paleoantropolog
  - Alan Walker (musikproducent) (född 1997), brittisknorsk DJ och producent av elektronisk dansmusik
- Alice Walker (född 1944), amerikansk författare och feminist
- Ally Walker (född 1961), amerikansk skådespelare och producent
- Amasa Walker (1799–1875), amerikansk nationalekonom
- Astia Walker (född 1975), jamaicansk kortdistans- och häcklöpare

### B
- Barbara G. Walker (född 1930), amerikansk författare och feminist
- Bill Walker, flera personer
  - Bill Walker (amerikansk politiker) (född 1951), republikan och oberoende, guvernör för Alaska
  - Bill Walker (brittisk politiker) (1929–2017), parlamentsledamot, konservativ
- Brad Walker (född 1981), amerikansk stavhoppare
- Butch Walker (född 1969), amerikansk musiker, låtskrivare och skivproducent

### C
- Madam C. J. Walker (1867–1919), afroamerikansk entreprenör och filantrop
- Cindy Walker (1918–2006), amerikansk coutrysångerska och kompositör
- Clarence Walker (1898–1957), sydafrikansk boxare
- Clifford Walker (1877–1954), amerikansk politiker, demokrat guvernör för Georgia
- Cody Walker (född 1988), amerikansk skådespelare
- Colleen Walker (1956–2012), amerikansk golfspelare
- Cyril Walker (1892–1948), engelsk golfspelare

### D
- Daniel Walker (1922–2015), amerikansk politiker, demokrat, guvernör för Illinois
- Dave Walker (född 1941), australisk racerförare
- David M. Walker (1944–2001), amerikansk astronaut
- David S. Walker (1815–1891), amerikansk politiker, guvernör i Florida
- Des Walker (född 1965), engelsk fotbollsspelare
- Douglas Walker  (född 1973), brittisk kortdistanslöpare

### E
- Eamonn Walker (född 1962), brittisk skådespelare
- Edward Craven-Walker (1918–2000), engelsk uppfinare
- Edyth Walker
- Elizabeth Walker (1623–1690), engelsk apotekare
- Elizabeth Walker Morris (död 1826), amerikansk skådespelare

### F
- Francis Walker, flera personer
  - Francis Walker (entomolog) (1809–1874), brittisk entomolog
  - Francis Amasa Walker (1840–1897), amerikansk statistiker o9ch nationalekonom
- Frederic John Walker (1896–1944); brittisk marinofficer
- Freeman Walker (1780–1827), amerikansk politiker, demokrat-republikan, senator för Georgia

### G
- Gary Walker (född 1944), amerikansk sångare och trumslagare
- Geoff Walker (född 1987), kanadensisk ishockeyspelare
- George Walker (1763–1819), amerikansk politiker, demokrat-republikan, senator för Kentucky
- George Herbert Walker (1875–1953), amerikansk affärsman
- Gilbert Carlton Walker (1833–1885), amerikansk politiker, guvernör i Virginia

### H
- Helen Walker (1920–1968), amerikansk skådespelare
- Hovenden Walker (1656 eller 1666–förmodligen 1728), brittisk amiral

### I
- Ian Walker (född 1970), brittisk kappseglare
- Ian Walker (fotbollsspelare) (född 1971), engelsk fotbollsmålvakt och tränare
- Isaac P. Walker (1815–1872), amerikansk politiker, demokrat, senator för Wisconsin
- Ivy Walker (1911–?), brittisk kortdistanslöpare

### J
- J.P. Walker (född 1976), amerikansk snowboardåkare
- Jack Walker (1888–1950), kanadensisk ishockeyspelare
- James Walker (kemist) (1863–1935), skotsk fysikalisk kemist
- James D. Walker (1830–1906), amerikansk politiker, demokrat, senator för Arkansas
- James L. Walker (1845–1904), brittiskamerikansk anrakist och journalist
- Jeffrey Walker (född 1969), brittisk basist och sångare
- Jerry Jeff Walker (1942–2020), amerikansk countrymusiker
- Jimmie Walker (född 1947), amerikansk skådespelare och komiker
- John Walker, flera personer
  - John Walker (friidrottare) (född 1952), nyzeeländsk löpare
  - John Walker (musiker) (1943–2011), amerikansk sångare, låtskrivare och gitarrist
  - John Walker (målare) (född 1939), brittisk målare
  - John Walker (politiker) (1744–1809), amerikansk politiker, senator för Virginia
  - John Walker (roddare) (1891–1952), brittisk roddare
  - John Walker (uppfinnare) (1781–1859), brittisk kemist
  - John E. Walker (född 1941), brittisk kemist, nobelpristagare
  - John Williams Walker (1783–1823), amerikansk politiker, demokrat-republikan, senator för Alabama
- Jon Walker (född 1985), amerikansk musiker
- Joseph Marshall Walker (1784–1856), amerikansk politiker, demokrat, guvernör för Louisiana
- Junior Walker (1931–1995), amerikansk saxofonist och sångare

### K
- Kara Walker (född 1969), amerikansk konstnär
- Kate Walker
- Kevin Walker (född 1989), svensk fotbollsspelare och sångare
- Kyle Walker(född 1990), engelsk fotbollsspelare

### L
- Lucy Walker, brittisk regissör av dokumentärfilmer

### M
- Mandy Walker (född 1963), australisk filmfotograf
- Mark Walker  (född 1969), amerikansk baptistpastor och politiker, republikan, kongressrepresentant för North Carolina
- Mary Willis Walker (född 1942), amerikansk författare
- Matt Walker, flera personer
  - Matt Walker (ishockeyspelare) (född 1980), kanadensisk ishockeyspelare
  - Matt Walker (musiker) (född 1969), amerikansk rocktrumslagare
- Melaine Walker (född 1983), jamaicansk häcklöpare
- Mort Walker (1923–2018), amerikansk tecknare och författare
- Murray Walker (född 1923), brittisk TV-kommentator

### N
- Nathan Walker (född 1994), australsk-brittisk ishockeyspelare
- Nella Walker (1886–1971), amerikansk skådespelare
- Nicola Walker (född 1970), brittisk skådespelare
- Nigel Walker (född 1963), brittisk häcklöpare och rugbyspelare

### O
- Olene Walker (1930–2015), amerikansk politiker, republikan, guvernör i Utah

### P
- Patrick Walker (född 1959), irländsk-svensk fotbollsspelare och tränare
- Paul Walker (1973–2013), amerikansk skådespelare
- Peter Walker, flera personer
  - Peter Walker (racerförare) (1912–1984), brittisk racerförare
  - Peter Walker (australisk politiker)  (1922–1987)
- Polly Walker (född 1966), brittisk skådespelare

### R
- Reggie Walker (1889–1951), sydafrikansk kortdistanslöpare
- Robert Walker (1918–1951), amerikansk skådespelare
- Robert Walker (fotbollsspelare) (född 1987), svensk fotbollsspelare
- Robert J. Walker  (1801–1869), amerikansk politiker, demokrat, senator för Mississippi

### S
- Sarah Walker (född 1988), nyzeeländsk cyklist
- Scott Walker, flera personer
  - Scott Walker (musiker) (1943–2019), amerikansk-brittisk musiker, sångare och låtskrivare
  - Scott Walker (politiker)(född 1967), amerikansk politiker, republikan, guvernör i Wisconsin
- Sean Walker (född 1994), kanadensisk ishockeyspelare
- Shannon Walker  (född 1965), amerikansk astronaut

### T
- T-Bone Walker (1910–1975), amerikansk bluessångare,  gitarrist och låtskrivare

### W
- Walter Walker, flera personer
  - Walter Walker (general) (1912–2001), brittisk general
  - Walter Walker (senator) (1883–1956), amerikansk politiker, demokrat, senator för Colorado
- Walton Walker (1889–1950), amerikansk general
- William Walker (legosoldat) (1824–1860), amerikansk äventyrare och legosoldat